# Outrageous
»Outrageous« je pesem ameriške glasbenice Britney Spears z njenega četrtega glasbenega albuma, In the Zone. Kot četrti singl z albuma je pesem založba Jive Records izdala 13. julija 2004. Pesem je napisal in produciral R. Kelly. Glasbena založba je pesem nameravala izdati kot prvi in kasneje drugi singl z albuma, vendar je Britney Spears za to raje izbrala pesmi »Me Against the Music« in »Toxic«. Potem, ko so pesem izbrali za tematsko pesem filma Catwoman, so vseeno naznanili, da bo izšla tudi kot singl z albuma. Pesem »Outrageous« je R&B pesem z elementi hip hopa in raznih eksotičnih glasbenih zvrsti. Besedilo govori o materializmu in zabavi. Pesem »Outrageous« je s strani glasbenih kritikov prejela mešane ocene. Nekateri so hvalili njen zabavni zvok in jo primerjali z deli Michaela in Janet Jackson, drugi pa so menili, da se jo »hitro pozabi«.
Pesem »Outrageous« se je uvrstila samo na ameriške glasbene lestvice, ki jih ustvarja revija Billboard, med drugim je na primer zasedla devetinsedemdeseto mesto na lestvici Billboard Hot 100. Pesem je Britney Spears izvedla samo enkrat, in sicer leta 2004 na turneji The Onyx Hotel Tour. Videospot so posneli junija 2004 v New York Cityju. Britney Spears si je med snemanjem poškodovala koleno, zaradi česar je morala na operacijo. Videospota nazadnje niso posneli, ukinili so turnejo The Onyx Hotel Tour, pesem pa nazadnje ni izšla na soundtracku za film Catwoman. Serijo različnih prizorov iz videospota so kasneje izdali na DVD-ju Greatest Hits: My Prerogative.

## Ozadje
Pesem »Outrageous« je napisal in produciral R. Kelly, Britney Spears pa ga je posnela v studiu The Chocolate Factory v Chicagu, Illinois. Penelope Magnet in Christopher »Tricky« Stewart, člana produkcijske skupine RedZone sta producirala vokale Britney Spears. Posnela jih je v studiu Battery v New York Cityju, kasneje pa je Srbean Ghenea za pesem posnel še remix v studiu MixStar na Virginia Beachu, Virginija. 11. septembra 2003 so potrdili, da bo pesem »Outrageous« ena izmde pesmi z albuma In the Zone. Založba Jive Records je upala, da bo pesem izšla kot prvi singl z albuma, vendar jih je Britney Spears prepričala, da so raje izdali njen duet z Madonno, pesem »Me Against the Music«. Nato so za drugi singl izbirali med to pesmi in pesmijo »(I Got That) Boom Boom«, vendar je Britney Spears nazadnje izbrala pesem »Toxic«. 1. junija 2004 so oznanili, da bo pesem »Outrageous« izšla kot četrti in zadnji singl za albuma in jo 29. junija tistega leta poslali radijskim postajam v Združenih državah Amerike. Oznanili so tudi, da bo bila pesem tematska pesem filma Catwoman (2004).

## Sestava
Pesem »Outrageous« je R&B pesem z elementi hip hopa. Ritem singla je Gavin Mueller iz revije Stylus primerjal z ritmom R. Kellyjeve pesmi iz leta 2003, »Snake«. Jennifer Vineyard z MTV-ja je menila, da Britney Spears v pesmi »šepeta in javka [...] z melodijo, kakršna bi očarala še kače, zaradi česar pesem izpade nekako eksotična«. Nick Southall iz revije Stylus je spremljevalne vokale v pesmi primerjal s spremljevalnimi vokali v pesmih pakistanskega glasbenika Nusrata Fateha Alija Khana. Po podatkih spletne strani Musicnotes.com, ki je v lasti podjetja Universal Music Publishing Group, je pesem »Outrageous« napisana v D-duru. Besedilo pesmi govori o materializmu in zabavi, Britney Spears pa v refrenu našteva stvari, ki jo zabavajo, kot na primer »moja svetovna turneja«. Jennifer Vineyard je napisala, da se »kumulativni efekti zdijo kot narejeni zato, da jih poslušajo ljubimci, predvsem pa je pesem namenjena predvsem moškim poslušalcem.« Sal Cinquemani iz revije Slant je napisal, da pesem »vključuje pripovedujočo vzporednico, ki razkriva veliko največjih glasbenih - kot bi dejala Alanis Morissette - kapitalistov na tekočem traku: o seksu in nakupovanju poje z enakim priokusom na jeziku.«

## Sprejem

### Sprejem kritikov
Pesmi »Outrageous« so glasbeni kritiki dodelili mešane ocene. Mim Udovitch iz revije Blender je pesem opisal kot »R. Kellyjevo klubsko uspešnico, [ki] ima privlačno, čudaško prisilo in šokantno besedilo v stilu Britney Spears«. William Shaw iz revije Blender je pesem izbral za deveto najboljšo pesem Britney Spears in jo označil za »nesmiselno petje«. Med ocenjevanjem kompilacije Greatest Hits: My Prerogative, je Ann Powers komentirala: »Pesem 'Outrageous' je R. Kellyjeva mala umazana kopija idealne pesmi Janet Jackson«. Spence D. iz revije IGN je napisal, da je pesem »nekako podobna egiptovski ljubezenski pesmi. Kljub ponavljanju pa je pesem še vseeno zabavna in prodorna«. Kelefa Sanneh iz revije The New York Times je pesem označil za »delo, ki dve minuti križari na avtopilotu, nato pa nenadoma postane podobno prijetnim pesmim Michaela Jacksona«. Annabel Leathes s spletne strani BBC Online je napisala: »R. Kelly Britney spremeni v zabavno Beyoncé«. Caryn Ganz iz revije Spin je pesem »Outrageous« opisala kot »poklon fantastičnemu življenju, ki pa nikakor ne napreduje«. Dave de Sylvia iz revije Sputnikmusic je pesem označil za »zabaven singl, ki pa se ga kljub temu hitro pozabi«. David Browne iz revije Entertainment Weekly je menil, da sta pesmi »Outrageous« in »(I Got That) Boom Boom« »nekoliko bolj negotovi, vendar ritmični kontrapciji, katerih namen je vnaprej vzpostaviti podobo seks princese na izgubi Britney Spears.« Jamie Gill s spletne strani Yahoo! Music Radio je komentiral, da pesem »s svojo ceneno, nepomembno produkcijo Britney Spears prikaže bolj kot staro senilno gospo z Tonbridge Wellsa, ki želi najti svojo pot in nazadnje šokira samo sebe«.

### Dosežki na lestvicah
14. avgusta 2004 je pesem »Outrageous« zasedla petinosemdeseto mesto na lestvici Billboard Hot 100. 28. avgusta 2004 je pesem zasedla devetinsedemdeseto mesto na lestvici. Isti teden je zasedla triindvajseto mesto na lestvici Billboard Pop Songs, 11. septembra 2004 pa še sedemindvajseto mesto na lestvici Billboard Hot Dance Club Songs. Pesem »Outrageous« se je uvrstila tudi na štirinajsto mesto glasbene lestvice Billboard Hot Dance Singles Sales.

## Promocija
Videospot za pesem »Outrageous« je režiral Dave Meyers, ki je z Britney Spears sodeloval že pri snemanju videospotov za pesmi »Lucky« in »Boys« ter pri snemanju reklam za dišavo Curious. Posneli so ga zunaj na različnih lokacijah v Queensu in Manhattanu, New York City, 8. junija 2004. 28. junija tistega leta so videospot premierno predvajali na MTV-ju. Potem, ko so posneli prizore s Snoop Doggom, ki je zaigral v videospotu, je Britney Spears na Manhattanu posnela plesno sceno, kjer je okrog 11:30 zvečer padla in si poškodovala svojo levo koleno. Takoj so jo odpeljali v lokalno bolnišnico, kjer so zdravniki opravili magnetnoresonančno slikanje in ugotovili, da si je zdrobila hrustanec. Naslednji dan je Britney Spears odšla na artroskopsko operacijo. Prisiljena je bila šest tednov nositi opornico na stegnu, čemur je sledilo osem do dvanajst tednov počitka, zaradi česar so odpovedali snemanje videospota in turnejo The Onyx Hotel Tour. Pesem »Outrageous« je izšla tudi kot tematska pesem filma Catwoman (2004). Kasneje so posneli petinštiridesetsekundni videospot za pesem, izdan na DVD-ju Greatest Hits: My Prerogative (2004). Videospot se prične s Snoop Doggom in skupino moških med igranjem košarke na igrišču na prostem, nato pa se Britney Spears, oblečena v vrečaste modre hlače, pojavi na prizorišču. Kmalu se prične spogledovati z njim, nato pa skoči do njega in prične poljubljati njegovo brado. V naslednjem prizoru s plesalci ponoči nastopi na cesti.
Britney Spears je pesem »Outrageous« izvedla samo enkrat, in sicer leta 2004 na svoji turneji The Onyx Hotel Tour. Bila je zadnja pesem petega akta koncerta, naslovljenega kot »varnostne kamere«. Pred tem je oblečena v rožnato spodnje perilo izvedla pesem »Breathe on Me« ter s plesalci posnemala različne seksualne poze. Potem, ko je z nastopom končala, se je preoblekla v bel plašč, plesalci pa v črne, in pričeli so nastopati s pesmijo »Outrageous«. Akt se je končal z izvedbijo pesmi »(I Got That) Boom Boom«.

## Seznam verzij
| - Japonski CD s singlom 1. »Outrageous« — 3:21 2. »Outrageous« (remix Murka Spacea) — 6:48 3. »Outrageous« (Junkie XL-jev plesni remix) — 2:55 4. »Outrageous« (Junkie XL-jev remix) — 6:08 5. »Toxic« (remix Armanda Van Heldena) — 9:34 6. »Everytime« (klubski remix) — 8:46 7. »Everytime« (Scumfrogov remix) — 8:20 | - Gramofonska plošča 1. »Outrageous« (remix Murka Spacea) — 6:48 2. »Outrageous« (R. Kellyjev remix) — 3:24 3. »Outrageous« (Junkie XL-jev plesni remix) — 2:55 4. »Outrageous« (remix Josha Harrisa) — 5:52 5. »Outrageous« (Junkie XL-jev remix) — 6:08 - Dodatek k albumu The Singles Collection 1. »Outrageous« — 3:21 2. »Outrageous« (Junkie XL-jev plesni remix) — 2:55 |

## Ostali ustvarjalci
| - Britney Spears – glavni in spremljevalni vokali - R. Kelly – tekstopisec, produkcija, mešanje, spremljevalni vokali - Ian Mereness – snemanje, programiranje - Abel Garibaldi – snemanje, programiranje - Andy Gallas – snemanje - Brian »B-Luv« Thomas – snemanje, digitalno urejanje | - John Hanes – digitalno urejanje - Trixster – urejanje vokalov - Penelope Magnet – urejanje vokalov, spremljevalni vokali - Serban Ghenea – mešanje - Donnie Lyle – kitare - Roxanne Estrada – spremljevalni vokali |